# ملك الجمل
ملك الجمل (29 يناير 1929  - 23 ديسمبر 1982)، ممثلة مصرية.

## عن حياتها
مواليد بورسعيد، التحقت بكلية الآداب قسم اللغة الإنجليزية ثم درست في المعهد العالي للفنون المسرحية اتجهت إلى الإذاعة والمسرح سافرت إلى فرنسا مع يوسف وهبي وعملت معه في أعمال عديدة، عملت بالفرقة المصرية الحديثة عام 1954.

## أعمالها
- مسافر بلا طريق - 1981
- القضية 80 - 1980
- الأقوياء - 1980 - أم الخير
- القناع الزائف - 1980 - دادة عزيزة
- الإمام أبو حنيفة النعمان - 1980
- عيلة الدوغري - 1980
- ولا يزال التحقيق مستمرا - 1979
- المغنواتي - 1979
- رحلة داخل امراة - 1978
- شفيقة ومتولي - 1978 - هنادي
- متى تبتسم الدموع - 1978 - طنط وزه
- انتبهوا أيها السادة - 1978
- مبروك جالك ولد - 1978
- عودة الروح - 1977 - نعنانعة
- شيلني وأشيلك - 1977
- بص شوف سكر بتعمل إيه - 1977
- أوراق الورد - 1977
- الليلة الموعودة - 1976 - أم إمام
- الرسالة - 1976 عروة
- المطلقات - 1975
- عازب و ثلاث عوانس - 1972
- حكاية بنت إسمها مرمر - 1972
- القاهرة والناس - 1972
- ورد وشوك - 1970
- الأعماق البشرية - 1970
- نادية - 1969
- حواء على الطريق - 1968
- 3 قصص - 1968 - (القصة الأولى)
- 3 نساء - 1968 - (القصة الثانية)
- شيء في حياتي - 1966
- تفاحة آدم - 1966
- فارس بني حمدان - 1966
- المستحيل - 1965
- الحياة حلوة - 1965
- الساقية - 1965
- سكة السلامة - 1964
- أم العروسة - 1963
- الشموع السوداء، فيلم 1962
- الأخوة الأصدقاء - 1962
- الطريق المسدود - 1958
- بنت 17 - 1958 - الخادمة
- إسماعيل يس في الأسطول - 1957
- ليلة رهيبة - 1957
- رصيف نمرة 5 - 1956
- الله معنا - 1955
- كدبة أبريل - 1954
- عبيد المال - 1953
- ريا وسكينة - 1952
- كأس العذاب - 1952 - كريمة أبو العظيم
- زمن العجائب - 1952
- طيش الشباب - 1951
- خد الجميل - 1951
- أم العروسة - 1900
- عنترة - 1900
- عيلة مرزوق أفندي - 1900 - خالتي بمبة
- خالتي بمبه - 1900
- القضية - 1900
- السلطان الحائر - 0
- حلم فنان - 0

## روابط خارجية
- ملك الجمل على موقع الدهليز
- ملك الجمل على موقع قاعدة بيانات الأفلام العربية